# خواندن نامه
خواندن نامه (فرانسوی: La Lecture de la lettre‎)  یک نقاشی رنگ روغن از پابلو پیکاسو است. این اثر متعلق به سال ۱۹۲۱ میلادی است.